# 노주촌
노주촌(野中村)은 도야마현 시모니카와군에 있던 촌이다.

## 역사
- 1889년 4월 1일 - 정촌제 시행에 따라 노주촌이 성립.
- 1954년 11월 20일 - 아사히정에 편입되어 소멸.
- 1959년 1월 1일 - 구 촌역의 일부가 아사히정에서 분리되어 후나미정에 편입.

## 참고문헌
- 『市町村名変遷辞典』東京堂出版、1990年。